# Cavità rovesciante

Diagramma dei fasci che attraversano la zona di collisione avendo ricevuto l'inclinazione dalle cavità rovescianti.

Le cavità rovescianti (o cavità a granchio) sono una forma di cavità RF utilizzato in acceleratori di particelle per fornire una deflessione trasversale ai fasci di particelle.
Possono essere utilizzate per impartire una rotazione a pacchetti (bunch) in fasci di particelle cariche applicando un campo magnetico che varia nel tempo. Questa rotazione del fascio può essere usata come strumento diagnostico per misurare la lunghezza del fascio (la dimensione longitudinale è proiettata nel piano trasversale e rilevata) o come modo per aumentare il luminosità nel punto di interazione di un collisore di particelle in cui i fasci in collisione si incrociano formando un angolo (quindi chiamate crab crossing). 

## Funzionamento

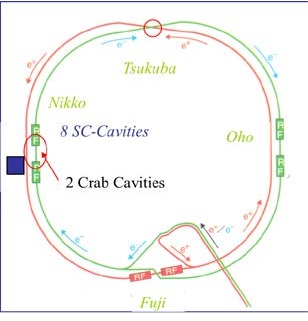
Posizione delle cavità rovescianti lungo l'anello della macchina KEKB

Per fornire la massima inclinazione in corrispondenza del punto di interazione (IP), tra la prima cavità e tale IP vi è un avanzamento di fase di 90 gradi. La cavità rovesciante correttiva deve quindi essere posizionata a ulteriori 90 gradi dal punto di interazione l'inclinazione, poiché un calcio può essere trasferito solo alla grandezza del momento. Pertanto, vi è un totale di 180 gradi di avanzamento di fase tra le cavità del granchio, il che significa che la quantità di moto dopo l'IP ha il segno opposto come è stato inizialmente dato. L'impulso rovesciante ("kick") dovrebbe quindi avere lo stesso segno del kick che ha creato l'inclinazione. L'acceleratore giapponese KEKB situato presso il centro di ricerca giapponese KEK (Kō Enerugī Kasokuki Kenkyū Kikō) ha introdotto questa tecnologia nel suo ultimo aggiornamento.